# Municipio de Liberty (condado de White, Indiana)
El municipio de Liberty (en inglés: Liberty Township) es un municipio ubicado en el condado de White en el estado estadounidense de Indiana. En el año 2010 tenía una población de 2223 habitantes y una densidad poblacional de 25,25 personas por km².

## Geografía
El municipio de Liberty se encuentra ubicado en las coordenadas 40°51′3″N 86°44′28″O / 40.85083, -86.74111. Según la Oficina del Censo de los Estados Unidos, el municipio tiene una superficie total de 88.04 km², de la cual 86,04 km² corresponden a tierra firme y (2,27 %) 1,99 km² es agua.

## Demografía
Según el censo de 2010, había 2223 personas residiendo en el municipio de Liberty. La densidad de población era de 25,25 hab./km². De los 2223 habitantes, el municipio de Liberty estaba compuesto por el 95,37 % blancos, el 0,27 % eran afroamericanos, el 0,45 % eran amerindios, el 0,09 % eran asiáticos, el 3,01 % eran de otras razas y el 0,81 % eran de una mezcla de razas. Del total de la población el 5,04 % eran hispanos o latinos de cualquier raza.